# Haywood City (Misuri)
Haywood City es una villa ubicada en el condado de Scott en el estado estadounidense de Misuri. En el Censo de 2010 tenía una población de 206 habitantes y una densidad poblacional de 185,83 personas por km².

## Geografía
Haywood City se encuentra ubicada en las coordenadas 37°0′42″N 89°36′1″O / 37.01167, -89.60028. Según la Oficina del Censo de los Estados Unidos, Haywood City tiene una superficie total de 1.11 km², de la cual 1.11 km² corresponden a tierra firme y (0%) 0 km² es agua.

## Demografía
Según el censo de 2010, había 206 personas residiendo en Haywood City. La densidad de población era de 185,83 hab./km². De los 206 habitantes, Haywood City estaba compuesto por el 5.34% blancos, el 90.29% eran afroamericanos, el 0% eran amerindios, el 0% eran asiáticos, el 0% eran isleños del Pacífico, el 0.97% eran de otras razas y el 3.4% pertenecían a dos o más razas. Del total de la población el 1.46% eran hispanos o latinos de cualquier raza.